# Pierre-Louis Ginguené
Pierre-Louis Ginguené (prononcé [ ʒɛ̃ɡ.ne]), né le 25 avril 1748 à Rennes et mort le 16 novembre 1816 à Paris, est un journaliste, poète et historien de la littérature français.
Fondateur et rédacteur phare de la Décade philosophique, il est surtout retenu aujourd’hui pour sa contribution aux études sur la littérature italienne,.

## Biographie
Fils d’Anne-Marie Gagon et de Pierre François Ginguené, il a commencé ses études au collège Saint-Thomas de sa ville natale, où il a eu Évariste de Parny pour condisciple. Âgé de 15 ans, au moment de l’expulsion des jésuites de France, il a terminé ses études sous les prêtres séculiers qui leur ont succédé. À sa sortie du lycée, il avait appris le grec et le latin, mais c’est son père, qui lui a appris l’anglais et l’italien qu’il connaissait très bien, en même temps qu’il l’a initié à l’étude des beaux-arts. À 24 ans, il connaissait à fond les lettres latines et les chefs-d’œuvre de la littérature moderne française, italienne et anglaise, l’histoire et la philosophie. Il était, de plus, très savant musicien.

## Entrée en littérature
Monté à Paris, en 1772, il a d’abord été précepteur dans une maison particulière. Ayant lu une pièce de vers, composée, à l’âge de vingt ans, en Bretagne, intitulée la Confession de Zulmé à quelques hommes de lettres, et particulièrement à l’académicien Rochefort, celui-ci a voulu en avoir une copie, qu’il a lue dans plusieurs maisons et laissé copier. Comme cette pièce circulait, toujours applaudie et sans nom d’auteur, le marquis de Pezay à Paris, le poète Charles Borde à Lyon, et d’autres encore se la sont attribuée ou, comme le duc de Nivernais, se la sont laissé attribuer dans divers recueils. Un M. de La Fare étant aller jusqu’à la publier défigurée, sous son nom, dans la Gazette des Deux-Ponts, en 1777, et Mérard de Saint-Just, ayant attaqué le véritable auteur, Ginguené l’a publiée sous son nom, dans l’Almanach des Muses:29 de 1779. Cette œuvre a été remarquée et lui a donné quelque renommée. Sautreau de Marsy lui attribue la publication, en 1778, de la Satire des Satires, qu’il n’a jamais revendiquée:106.
Il avait également entrepris de tirer de l’Adonis de Giambattista Marino un poème érotique français en cinq chants. Le troisième, le quatrième et ce qu’il avait fait du dernier lui ayant été dérobés, il a publié les deux premiers dans un recueil de poésies où se retrouvent plusieurs des pièces de vers qu’il a composées de 1772 à 1789, et dont la plupart avaient été publiées dans des journaux littéraires et dans les Almanachs des Muses.

## Débuts journalistiques
Ayant commencé, dès 1775, à publier des critiques littéraires dans les journaux, il a travaillé, durant plusieurs années au Mercure de France avec Marmontel, La Harpe, Chamfort, Garat et Lacretelle ainé. Dans les derniers jours de 1776, il a été mis en rapport avec le compositeur napolitain Niccolò Piccinni qui, récemment arrivé à Paris, ne parlait pas un mot de français. Choisi comme maitre de chant par la reine Marie-Antoinette, Piccinni a été admis à la cour, devant laquelle il a fait représenter, au château de Fontainebleau, dans le courant de 1777, Pomponin, ou le Tuteur mystifié, opéra-bouffon en deux actes, tiré de l’intermède italien Lo Sposo buriato. Piccinni était l’auteur de la musique, et Ginguené avait composé ou traduit le livret. Lors de la querelle des Gluckistes et des Piccinnistes, opposant les tenants de l'opéra français aux partisans de la musique italienne, Ginguené a pris tout naturellement le parti des piccinnistes. Sachant parfaitement la musique, il a rapidement éclipsé Marmontel, La Harpe, le marquis de Chastellux, et eu raison de l’abbé Arnaud et Suard, tout en montrant, dans une série d’articles de journaux, combien il possédait à fond l’histoire et la théorie de la musique. Ces articles lus de tous, ont paru sous le nom de Méphile, et le plus important d’entre eux sous le titre de Mélophile à l’homme de lettres chargé de la rédaction des articles de l’Opéra dans le Mercure de France,. Le plus instructif des écrits suscités par cette affaire figure dans la notice publiée, en 1801, par Ginguené, sur la vie et les ouvrages de Piccinni, qui venait de mourir en 1800, et dont il était resté l’ami intime.
Le rôle actif et animé de Ginguené dans cette polémique l’a mis en évidence. Les articles qu’il a publié sur d’autres matières dans le Mercure et le Journal de Paris, les pièces de vers qu’il a publié dans l’Almanach des Muses et d’autres recueils, ont ajouté à sa réputation, et, malgré les critiques qu’il a eu à subir de la part de La Harpe et de Rivarol, il a pris sa place parmi les hommes de lettres de son temps. Ayant obtenu, en 1780, une place de simple commis dans les bureaux du contrôleur général des finances Jacques Necker:29, il a composé une pièce de vers intitulée Épitre à mon ami lors de mon entrée au contrôle général, qui a donné lieu à quelques plaisanteries de Rivarol et de Champcenetz. Il a également concouru sans succès, en 1787 et 1788, pour un prix de poésie et un autre d’éloquence, proposés par l’Académie française.

## Révolutionnaire modéré

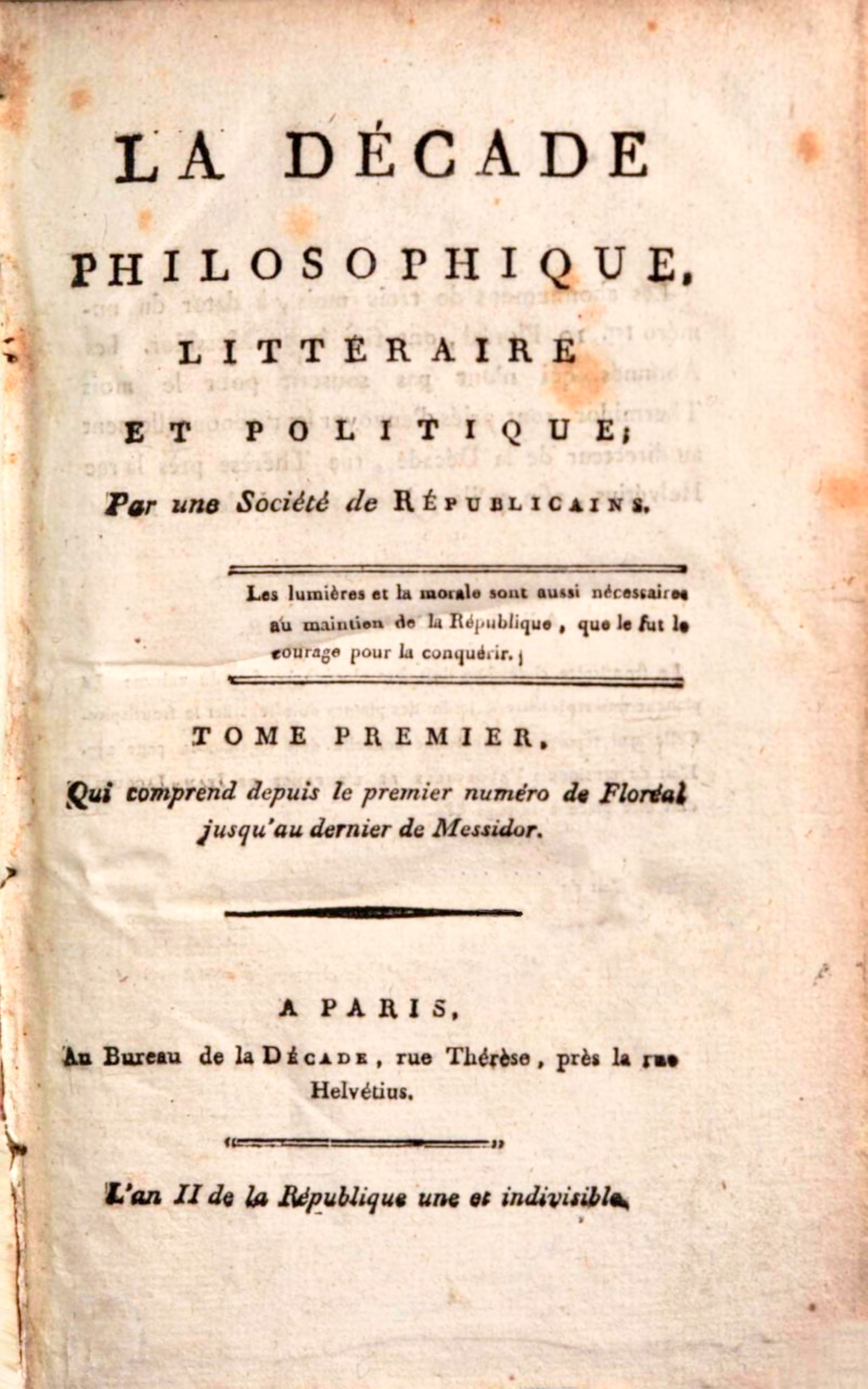
Numéro 20 de la Décade philosophique, littéraire et politique.

En 1789, partisan modéré des idées de la Révolution, il a célébré l’ouverture des états généraux par une ode, et en même temps qu’avec Nicolas-Étienne Framery, il publiait dans l’Encyclopédie méthodique les premiers tomes du Dictionnaire de Musique, qu’il continuait de publier des articles de littérature dans les journaux, et qu’il collaborait, avec Joachim Cerutti, Grouvelle et Rabaut Saint-Étienne à la Feuille villageoise, destinée à répandre des notions d’économie domestique et rurale et l’instruction civique dans les campagnes, au Moniteur universel, puis à la Décade philosophique.
On lui attribue une brochure intitulée De l’autorité de Rabelais dans la révolution présente, 1791, in-8°, qui a eu beaucoup de succès. Il s’agit d’extraits choisis avec gout, enchainés avec art, et habilement traduits ou commentés, quand ils avaient besoin de l’être. Un autre ouvrage, publié sous son nom en la même année, consiste en quatre Lettres sur les Confessions de Jean-Jacques Rousseau, rendant hommage au génie et aux infortunes du citoyen de Genève, qui manque un peu d’impartialité,. En effet, fervent admirateur de Rousseau, il a rédigé une pétition, en août 1791, demandant le transfert les cendres de Jean-Jacques Rousseau au Panthéon,. Emprisonné pendant quatre mois sous la Terreur, à Saint-Lazare:33, du 14 floréal (3 mai 1794) au 23 thermidor an II (10 août 1794), il échange une correspondance avec une amie de Sophie de Condorcet, qu’il a épousée et qu’il appelle « sa Nancy », abréviation anglaise de Suzanne, nom alors très à la mode, et se prépare à la mort en traduisant le dialogue de Platon sur l’immortalité de l’âme, avant d’être sauvé in extremis par la chute de Robespierre, le 9 thermidor an II. Son premier soin, à sa sortie, a été d’honorer la mémoire de Chamfort qui, moins chanceux que lui, n’avait pas survécu, en recueillant et publiant ses Œuvres, auxquelles il a joint une Notice de sa vie, de ses travaux, de son caractère moral. Il a également continué la collection des Tableaux historiques de la Révolution française, commencée en 1791, dont Chamfort avait fourni les treize premières livraisons, jusqu’à la vingt-cinquième.
Le 11 octobre 1794, il a pris une part très active à l'organisation de la panthéonisation de Jean-Jacques Rousseau. En 1795, il a rejoint le projet de la Décade philosophique, commencé en avril 1794, et auquel il a collaboré jusqu’en 1807. La chute de Robespierre lui ayant ouvert la carrière des fonctions civiles, il a intégré, comme directeur général, la commission exécutive d’Instruction publique au ministère de l’Intérieur de novembre 1795 à mars 1798. On lui doit la réorganisation des écoles. En littérature, il a publié des observations sur le livre de Necker, intitulé De la Révolution française, et coopéré aux travaux de l’Institut de France. Dès la création de cette institution, sous le Directoire, il avait été admis dans la classe des Sciences morales et politiques (section d’Analyse des sensations et des idées) et dans la classe d’Histoire et de Littérature ancienne (Académie des inscriptions et belles-lettres). Quelquefois il y a rempli la fonction de secrétaire, et il y a lu divers morceaux, qui ont ensuite été publiés soit dans ses propres ouvrages, soit en des recueils académiques.

## Essais de diplomatie
De 1796 à 1797, Ginguené n’a été distrait de ses études que par des fonctions liées aux sciences, aux lettres et aux arts. Vers la fin de 1797, il a été envoyé à Turin où il reçoit Bonaparte le 17 novembre (27 brumaire an 6)comme ministre plénipotentiaire de la France, après une tentative infructueuse, en septembre 1797, de succéder à Lazare Carnot comme membre du Directoire. Neufchâteau ayant été élu, il a été nommé, au mois de décembre suivant, ministre plénipotentiaire près les Villes hanséatiques. Cette mission ne lui convenant pas, il a réussi, peu après, à la permuter avec celle de ministre près le roi de Sardaigne. Arrivé à Turin, le 24 mars 1798, après avoir fait, par simple curiosité, un séjour assez prolongé à Lyon et à Genève, il a présenté ses lettres de créance le 31 du même mois, et prononcé, à cette occasion, un discours que le Directoire a fait publier dans le Moniteur du 13 avril 1798. Peu doué pour la diplomatie,, bien qu’il ait réussi à faire cesser la répression des républicains, il n’a passé que sept mois en Piémont, et à l’exception d’un voyage de quelques jours à Milan, il n’a jamais pu mettre à exécution le projet qu’il avait longtemps eu de visiter toutes les parties de l’Italie. Durant cet intermède turinois, il a été remplacé à la tête de la Décade par Vieilh de Boisjolin:16.

## Une courte carrière politique
De retour à Paris et à sa campagne de Saint-Prix, il avait repris ses recherches, lorsqu’à la fin de l’année 1799, il a été désigné par le Sénat comme membre du Tribunat institué par la Constitution de l'an VIII, dont la fonction était de contenir le pouvoir dans les limites légales fixées par la constitution. Ginguené a été amené, par fidélité à cet engagement, à siéger dans l’opposition. Soucieux de conserver ce qui subsistait encore de lois, d’ordre et de liberté en France, son discours du 31 janvier 1801, contre l’établissement de tribunaux criminels spéciaux, a suscité la colère de Napoléon, exprimée dans un violent article dans le Journal de Paris, en le traitant d’idéologue. Peu de mois après, Ginguené a été parmi les vingt premiers éliminés, lors de l’épuration du Tribunat. En 1801, son ami Alphonse Leroy le guérit d’une affection oculaire qui l’avait obligé à interrompre ses recherches.

## Opposition à l'esclavage
Créateur, en juin 1796, de l’Institution nationale des colonies, destinée à former les futurs dirigeants de la République dans les colonies antillaises, alors qu’il était directeur général de l’instruction publique au ministère de l’Intérieur sous le Directoire, il s'engage contre le rétablissement de l'esclavage par Napoléon après son coup d'État du 18 Brumaire, quand la « la censure et la propagande officielle » du nouveau régime « imposent une idéologie massivement inégalitaire », à une opinion publique souvent hostile, selon les rapports de police, via de nombreux articles de presse, brochures et gros ouvrages souhaitant rejeter l'apport des Lumières, « ouvertement au profit de théories pseudoscientifiques visant à classer et hiérarchiser » les « races » humaines, « tout en proclamant hautement la vocation » des « êtres supérieurs » à « civiliser » les autres hommes, selon les analyses détaillées des publications de l'époque réunies par l'historien Yves Benot dans un livre de 1992.
Au même moment se manifeste la persistance de « pôles de résistance », à la censure, émanant d'anti-esclavagistes, pas seulement les plus connus comme l'abbé Henri Grégoire mais aussi d'autres libéraux plus modérés incluant aussi Amaury Duval, Jean-Baptiste Say, Joseph-Marie de Gérando, Dominique Dufour de Pradt et Antoine Destutt de Tracy,.

## Littérature italienne

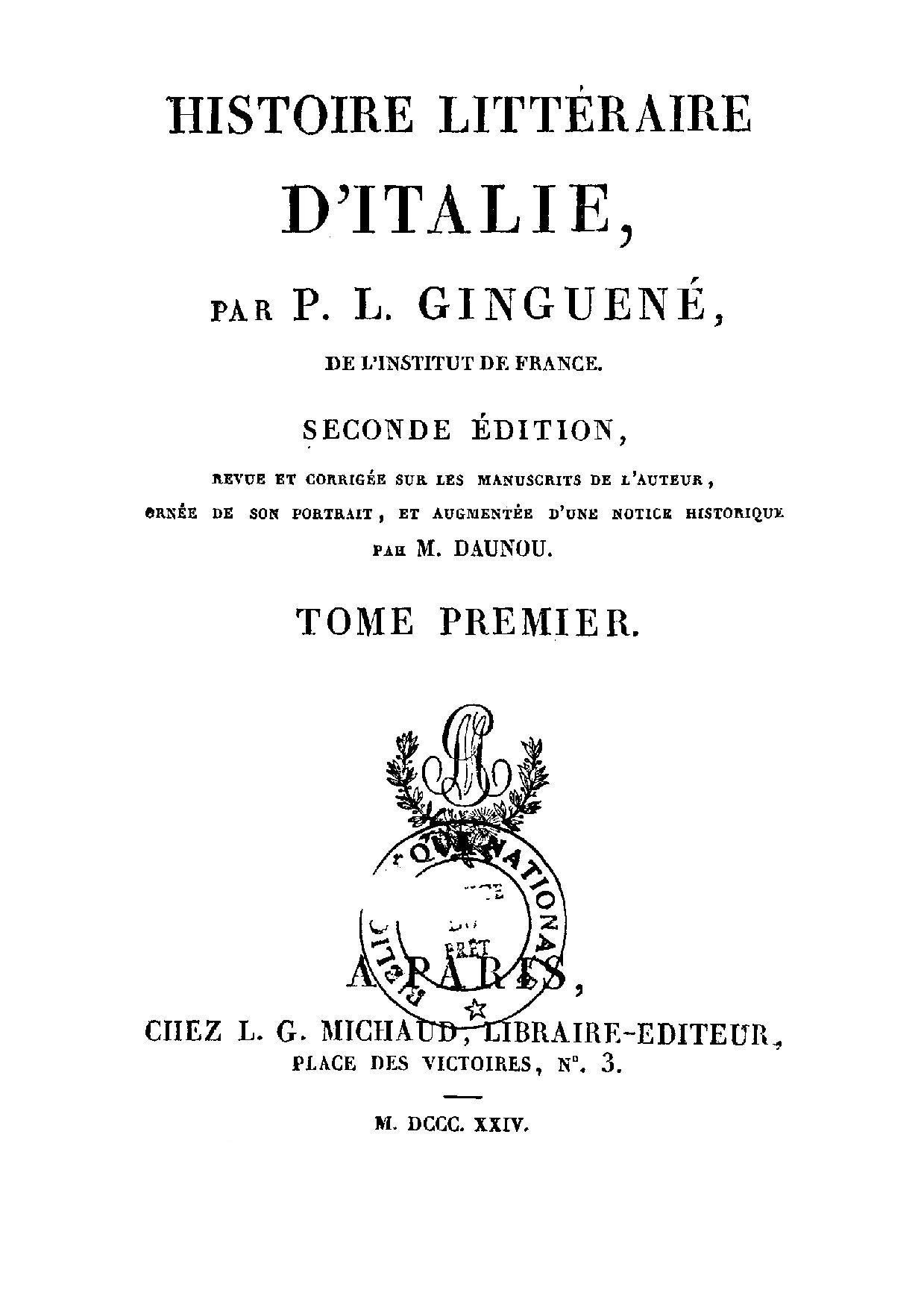
Page de titre du tome 1er de l’Histoire littéraire d'Italie.

Retourné, après cet intermède administratif et politique, à ses activités littéraires, il a enseigné, de 1802 à 1803, à l’Athénée de Paris, un cours de littérature italienne. Ce cours, repris en 1805 et 1806, qui a toujours suscité un grand nombre d’auditeurs, était assidûment suivi par beaucoup d’intellectuels, qui en appréciaient la modernité:146,,. Il avait lu, à l’Athénée, quelques-unes de ces leçons, qui ont été publiées dans une partie du premier volume de l’Histoire littéraire d’Italie lorsqu’un arrêté des consuls a abrogé, en 1803, la loi qui avait organisé l’Institut, et aboli la classe des Sciences morales et politiques, qui s’était opposée au Concordat, pour rétablir l’Académie Française et l’Académie des Inscriptions, sous les noms de Classe de la Langue et de la Littérature Françaises, et de Classe d’Histoire et de Littérature ancienne. À partir de 1803, il a lu à l’Académie des Inscriptions les premiers chapitres de son Histoire littéraire d’Italie et, plus tard, les articles relatifs à Nicolas Machiavel et à Luigi Alamanni, publiés ensuite dans les tomes VIII et IX de son ouvrage. La Classe de Littérature ancienne avait aussi entendu la lecture de sa traduction en vers du poème de Catulle sur les Noces de Thétis et de Pélée, ainsi que la préface, qui contient une histoire critique de ce poème. Tout ce travail a été publié en 1812, avec des corrections, des additions, des notes et le texte latin.
En 1807, la Décade philosophique, qui avait pris, en 1805, le titre de Revue, ayant été supprimée par Napoléon, Ginguené a collaboré à quelques autres journaux littéraires. La même année, l’Académie des Inscriptions l’a chargé de rédiger des annales de tous les mémoires présentés par ses membres, tâche qu’il a remplie pendant sept ans. Aux séances publiques annuelles, il lisait ces exposés et les développait avant de les publier. Leur recueil forme un précis historique des travaux de cette Académie jusqu’en 1813. il avait également été nommé membre de la commission mise en place pour compléter les 12 tomes in-4° de l’Histoire littéraire de la France, dus aux Bénédictins. Les quatre derniers ne couvrant que la première moitié du XIIe siècle, il a fallu rédiger quatre nouveaux volumes pour atteindre, selon la même méthode, l’année 1200. Ginguené, qui rattachait l’histoire des poètes provençaux à celle des poètes italiens, y a publié plusieurs notices sur la vie et les productions d’environ quarante troubadours du XIIe siècle, dont Guillaume IX d'Aquitaine, Arnaut Daniel, Peire Vidal, etc. ; comme parmi les poètes français ou anglo-normands dont il a aussi composé les articles, Benoît de Sainte-Maure, Chrétien de Troyes, Lambert le Tort, Alexandre de Bernay. Il a, de plus, fourni à ces mêmes volumes des notices sur quelques poètes latins, tels que Leonius, Pierre le Peintre, Gautier de Châtillon, auteur de l'Alexandréide.

## Œuvre littéraire

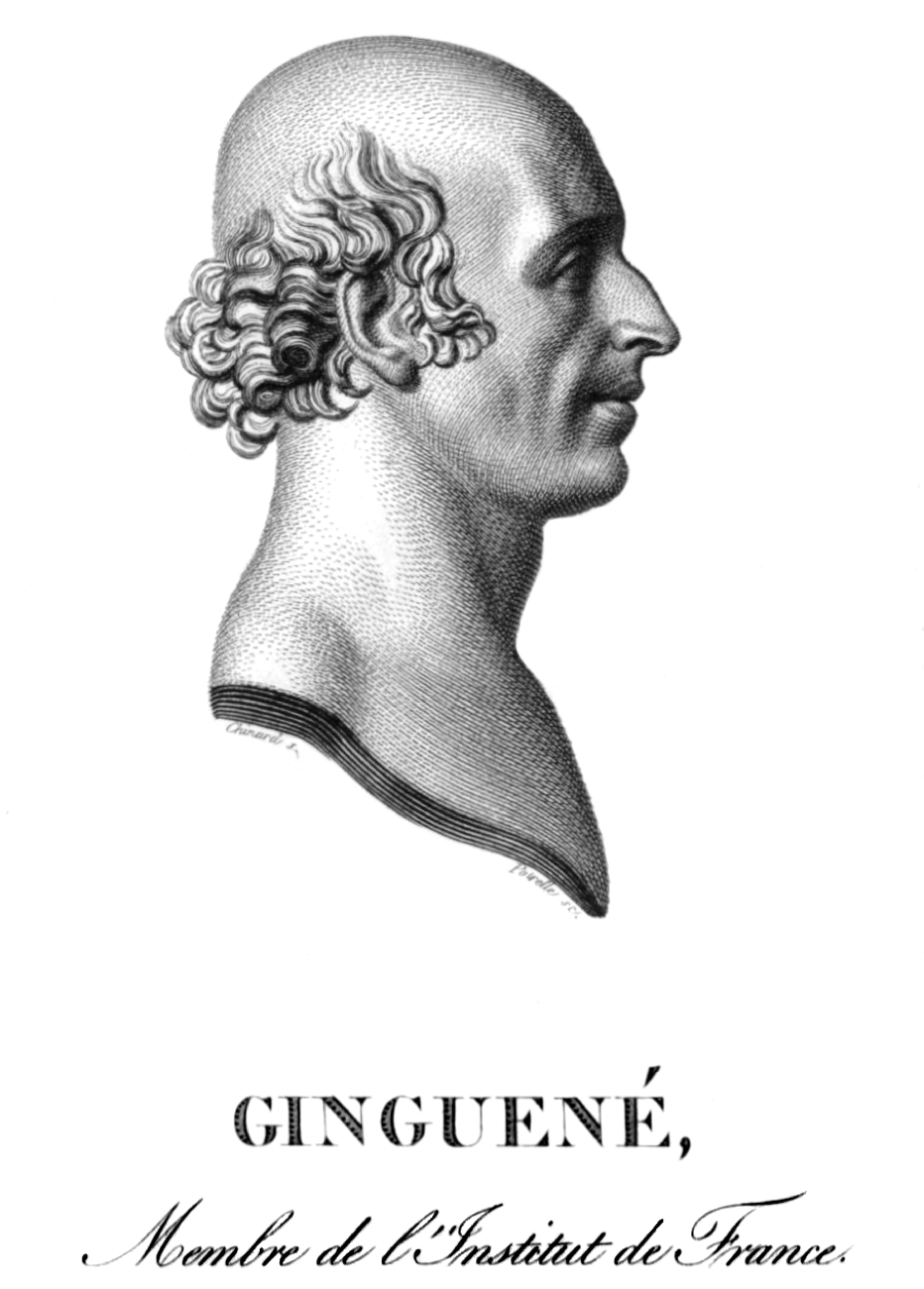
Portrait en tête du 1er volume de l’Histoire littéraire d’Italie par Joseph Chinard (1824).

Comme écrivain, il a publié, en 1810, cinquante fables, dont les sujets sont presque tous empruntés aux auteurs italiens Lorenzo Pignotti, Aurelio de' Giorgi Bertola, Giovanni Battista Casti, Giovanni Gherardo de Rossi, Giambattista Roberti. Le Journal de Paris a dénoncé le caractère épigrammatique de cinq ou six de ces fables qu’il avait pourtant soumises à la censure, qui en avait supprimé six et mutilé deux ou trois autres. Il a également mis un mémoire sur la question relative à l’authenticité très débattue de ces poésies en préliminaire d’une traduction, parue en 1810 des Poèmes d’Ossian, par Pierre Letourneur, où il conclut que ces poésies ont probablement été composées par un ancien barde.
En 1811, il a dirigé l’édition des œuvres de son ami intime, le poète Lebrun Pindare, auxquelles il a joint une notice historique. Cette édition a été moins recherchée parce qu’il en a supprimé certaines épigrammes contre certaines personnes encore vivantes au moment de la publication. Il a donné aussi de nombreux articles à la Biographie universelle, mais qui ne sont souvent que des extraits de son Histoire de la littérature italienne, dont les trois premiers tomes ont paru en 1811, les deux suivants en 1812, le sixième en 1813, et les trois derniers en 1819, après sa mort. Le septième est tout entier de lui, à l’exception de quelques pages, mais il n’y a guère qu’une moitié, tant du huitième que du neuvième, qui lui appartienne. L’autre moitié est de Francesco Salfi, qui, par ces suppléments et par un tome dixième de sa composition, a essayé de compléter les annales littéraires de l’Italie jusqu’à la fin du XVIe siècle. L’accueil fait à ce travail en Italie, en Angleterre, en Allemagne, comme en France, les éditions et les traductions qui en ont été faites, montrent que le choix de détails et de résultats, de faits historiques et d’observations littéraires a contribué à faire de son travail une considération neuve et intéressante. Aujourd’hui encore, le rôle de Ginguené dans la formation de l'identité nationale italienne dans le contexte culturel européen fait l’objet de recherches universitaires.

## Maigres honneurs
Après la publication et le succès des six premiers volumes de son Histoire de la littérature italienne, quelques uns de ses amis académiciens, ont voulu le faire entrer à l’Académie Française. Il a consenti à être candidat, mais sans succès, ce qui ne semble pas l’avoir affecté, habitué qu’il était à ce genre de vicissitude. Présenté une fois par l’Institut, une autre fois par le collège de France, pour remplir des chaires vacantes dans ce dernier établissement, Napoléon a usé de son pouvoir pour le faire éconduire. Ne courant pas après les honneurs, petits ou grands, il ne songeait pas à les demander, et l’on s’abstenait de les lui offrir. Il n’était pas membre de la Légion d’Honneur, mais on l’avait quand même fait chevalier de l’ordre de la Réunion. Les académies de Turin et de la Crusca à Florence l’avaient admis comme membre associé. Sa qualité de Breton l’avait naturellement fait admettre à l’Académie celtique et de quelques autres sociétés savantes de Nantes, de l’Athénée de Niort, et du Vaucluse.
À la chute de Napoléon, en 1814, il a été présenté au tsar Alexandre, par son ami le colonel La Harpe, ancien précepteur du tsar, dont il lui a souvent vanté les principes libéraux. Lors du retour de Napoléon, en 1815, pendant les Cent-Jours, persuadé que seul un retour de Napoléon aux principes de la Révolution pourrait assurer son maintien au pouvoir, il a essayé d’obtenir un poste universitaire, qu’il n’a pu obtenir, malgré l’appui de Carnot et de Fouché, qui l’avaient incité à entreprendre cette démarche. Il a alors fait, d’après les instructions de ce dernier, un voyage en Suisse pour y voir son ami La Harpe et savoir de lui si, par son entremise, il ne serait pas possible d’arriver à un rapprochement avec l’empereur Alexandre, La Harpe était disgracié et sans aucune crédit auprès de son élève. Le voyage de Ginguené a donc été un échec total et, à peine était-il revenu à Paris que les alliés y entraient pour la seconde fois.

## Fin de vie

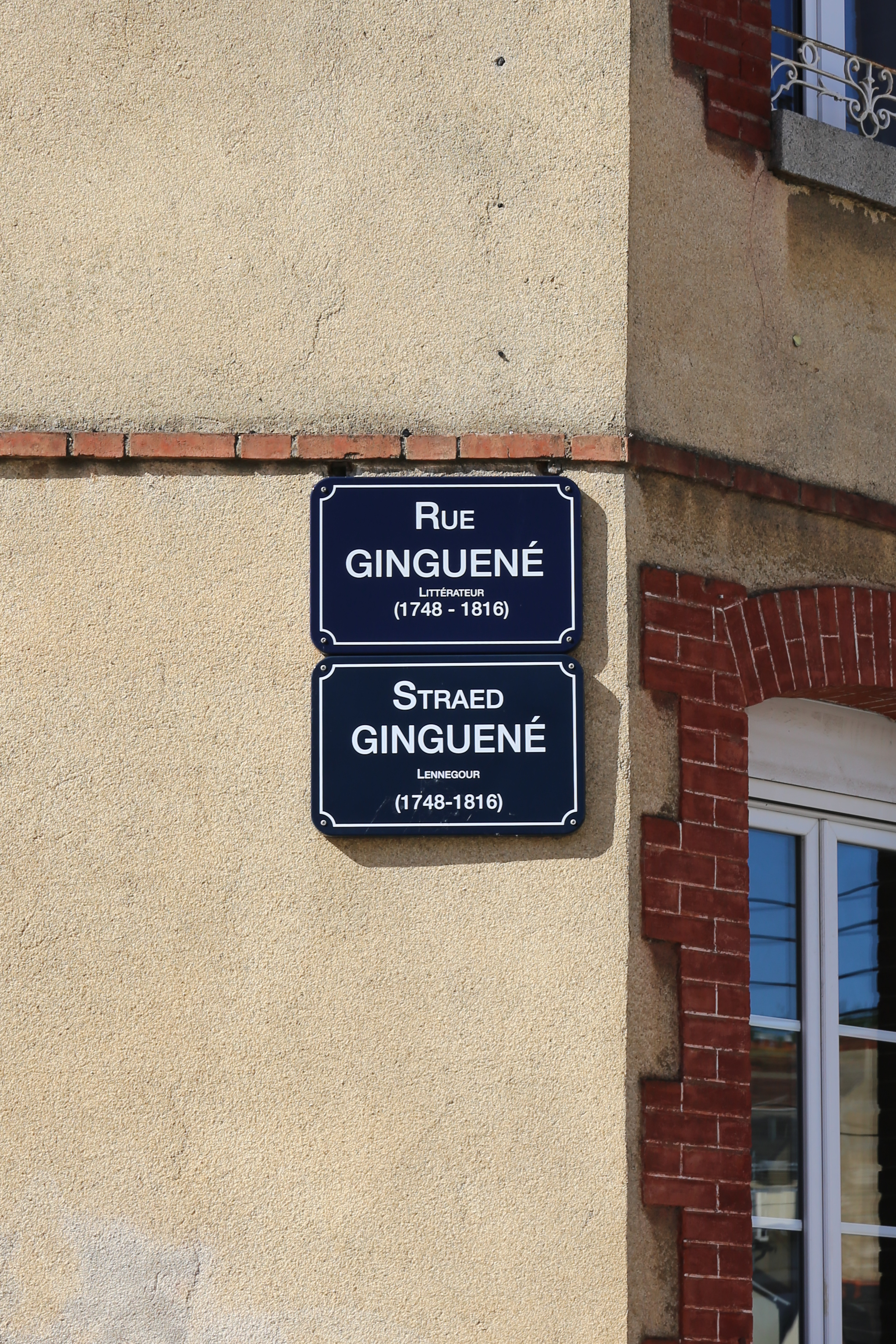
Plaque de rue Ginguené, à Rennes.

Ramené à ses travaux littéraires par cet évènement, sa santé était néanmoins très affaiblie. L’année suivante, une longue maladie l’a presque tué. Entré en convalescence, il est allé se reposer dans sa petite maison de campagne de Saint-Prix, où la romancière irlandaise Lady Morgan, dans une visite qu’elle lui a rendue, et qu’elle a racontée dans la France, a eu l’occasion d’apprécier la vivacité, l’enjouement, et sa profondeur d’esprit. Lady Morgan ajoute que, dans les cercles des gens éclairés on ne prononçait jamais son nom sans y ajouter une épithète charmante, qu’on ne l’appelait que « le bon Ginguené », mais Höfer ajoute qu’il était sans doute un des meilleurs hommes de son temps, mais de ceux auxquels on attribue de la bonhomie. On le disait même fort susceptible, ne souffrant « aucun procédé équivoque et voulait qu’on eût avec lui autant de franchise qu’il en portait lui-même dans toutes les relations sociales. » Sans enfants, les Ginguené avaient adopté, en 1805, James Parry, un orphelin anglais de six ans:101. Entouré des soins de sa femme et de son fils adoptif, désormais âge de 17 ans, Ginguené s’abusait sur sa situation et parlait des améliorations que lui apporterait le retour d’un printemps, qu’il ne devait pas revoir. Revenu à Paris, dans un état de souffrance désespérant, il y est mort, au bout de quinze jours.
Il a été inhumé, le surlendemain, au cimetière du Père-Lachaise, près de Delille et de Parny. Le secrétaire perpétuel de l'Académie des inscriptions et belles-lettres Pierre Daunou, a prononcé un discours qui a été reproduit en tête du Catalogue de la bibliothèque de Ginguené, et à la suite de la notice qui précède la seconde édition de l’Histoire littéraire d’Italie. On lit sur son tombeau l’épitaphe que lui-même a composée, et qui termine une de ses pièces de vers :
Celui dont la cendre est ici

Ne sut, dans le cours de sa vie,

Qu’aimer ses amis, sa patrie, 

Les arts, l’étude et sa Nancy.
Pour ses recherches, Ginguené avait formé une bibliothèque d’ouvrages anciens et modernes, qui couvrait tous les genres de ses travaux. Il en avait lui-même rédigé en grande partie le catalogue, divisé en deux parties. La première, comprenant les livres grecs, latins, français, anglais, etc., renfermait 2 686 articles ; la seconde, exclusivement consacrée aux livres italiens, ou écrits en d’autres langues, mais traitant de l’histoire ou de la littérature italienne, s’élevait à 1 675 articles ou 3 000 volumes. Cette bibliothèque a été vendue en entier au British Museum et le catalogue publié sous le titre Catalogue des livres de la bibliothèque de feu M. P.-L. Ginguené, etc. Paris, Merlin, 1817, in-8°. Il est précédé d’une Notice très incomplète, due à Garat. C’était, avec sa modeste habitation de Saint-Prix, à peu près toute sa fortune, acquise par quarante-quatre années de travaux. Il comptait au nombre de ses amis Chamfort, Piccinni, Cabanis, Parny, Le Brun, Chénier, Ducis, Alphonse Leroy, Volney, Firmin Didot, Thurot, Amaury Duval. C’était un membre actif de la loge maçonnique les Neuf Sœurs,:40.

## Œuvres
- Pomponin, ou le tuteur mystifié, opéra bouffon en 2 actes, représenté au château de Fontainebleau en 1777.
- Épitre au poète Le Brun pour l’engager à publier le recueil de ses poésies, avril 1785.
- Éloge de Louis XII, Père du peuple, discours qui a concouru pour le prix de l’Académie française en 1788.
- Ode sur les États généraux, 1789.
- De l’Autorité de Rabelais dans la révolution présente et dans la constitution civile du clergé, ou institutions royales, politiques et ecclésiastiques, tirées de Gargantua et de Pantagruel, 1791.
- Lettres sur les Confessions de J.-J. Rousseau, 1791.
- Tableaux historiques de la Révolution française, ou Collection de quarante-huit gravures, représentant les événements principaux qui ont eu lieu en France depuis la transformation des États généraux en Assemblée nationale, le 20 juin 1789, avec l’abbé Fauchet, Chamfort et Pagès de Vixouze, 1791-1804.
- De M. Necker, et de son livre intitulé : De la révolution française, Paris, 1796, in-8° (OCLC 560970469, lire en ligne).
- Notice sur la vie et les ouvrages de Nicolas Piccinni, Paris, Panckoucke, 1800.
- Coup d’œil rapide sur le « Génie du christianisme » : ou Quelques pages sur les cinq volumes in-8° publiés sous ce titre par François-Auguste Chateaubriand, Paris, Imprimerie de la Décade philosophique, littéraire et politique, 1802, 92 p., 21 cm (OCLC 38088268).
- Lettres de P.-L. Ginguené, ... à un académicien de l’Académie impériale de Turin [l’abbé Valperga de Caluso] sur un passage de la vie de Vittorio Alfieri, 1809.
- Fables nouvelles, Paris, Michaud Frères, 1810, 249 p., 1 vol., in-18 (lire en ligne).
- Histoire littéraire d’Italie, Paris, L.-G. Michaud, 1824, 2e éd. (1re éd. 1811), 9 vol., in-8° (lire en ligne).
- Notice sur la vie et les ouvrages de M.-J. de Chénier, 1811.
- Les Noces de Thétis et de Pélée, poème de Catulle, traduit en vers français, 1812.